# Путята, Александр Дмитриевич
Александр Дмитриевич Путята (1828—1899) — русский педагог-математик и астроном; действительный статский советник, член Учёного комитета Министерства народного просвещения.

## Биография
Происходил из дворян Смоленской губернии. Состоял слушателем Академии генерального штаба. В службе — с 14 августа 1847 года; был преподавателем математики во 2-м Санкт-Петербургском кадетском корпусе. В конце 1864 года был уволен со службы с чином подполковника и занимался частными уроками и литературой.
Как член общества «Земля и воля» был арестован 15 апреля 1866 года в связи с делом Каракозова и до 2 сентября содержался Екатерининской куртине Петропавловской крепости. За ним было установлено негласное полицейское наблюдение (до марта 1877).
С 6 июля 1880 года — член Учёного комитета Министерства народного просвещения. Имел награждение орденами орденом Св. Станислава 3-й степени и Св. Владимира 3-й степени (1892); был произведён в чин действительного статского советника 24 апреля 1888 года.
В 1890-е годы был главным контролёром Балтийской железной дороги; был членом Санкт-Петербургского математического общества.